# Ostwind 2
Ostwind 2 ist ein deutscher Spielfilm aus dem Jahr 2015 von Katja von Garnier. Der Film ist die Verfilmung des 2014 erschienenen Romans Ostwind – Rückkehr nach Kaltenbach und die Fortsetzung des Films Ostwind – Zusammen sind wir frei aus dem Jahr 2013. Der Kinostart war am 14. Mai 2015. Seit dem 25. September 2020 ist der Film auf Disney+ zu streamen.

## Handlung
Mika wollte eigentlich ihre Ferien mit Fanny in Paris verbringen, doch sie lässt das Gefühl nicht los, dass was mit Ostwind oder Kaltenbach nicht in Ordnung ist. Also macht sie sich heimlich auf den Weg nach Kaltenbach. Dort stellt sie fest, dass Ostwind merkwürdige Kratzer am Körper hat und ihre Oma ihr etwas verheimlicht. Bei einem Spaziergang mit Ostwind im Wald, trabt dieser plötzlich querfeldein und Mika hat Mühe hinter ihm her zu kommen. Schließlich treffen die beiden im Wald auf eine geheimnisvolle Schimmelstute, in die sich Ostwind scheinbar verliebt hat. Zurück auf Kaltenbach erfährt Mika, dass ihre Oma pleite ist und den Reiterhof zu verlieren droht. Viele Reiter sind inzwischen auf den benachbarten und moderneren Reiterhof von Leopold Sasse gezogen. Dieser veranstaltet außerdem erstmals das von Maria abgeschaute Sasseclassics. Dann taucht auch Fanny auf Kaltenbach auf, denn ohne Mika wollte sie nicht nach Paris reisen. Schließlich entwickelt Mika mit Sam und Fanny den Plan, an diesem Turnier teilnehmen zu wollen, um mit dem hochdotierten Preisgeld Kaltenbach zu retten. Das Problem an der Sache ist, dass das Turnier ein Vielseitigkeitsturnier ist und neben Spring- und Geländereiten auch Dressurreiten gefragt ist. Im Wald trifft Mika wieder auf die Schimmelstute und auf den jungen Mann Milan. Milan versucht das Pferd 33 für seinen Besitzer wieder einzufangen und versteht außerdem auch eine Menge vom Reiten. So schließen die beiden einen Deal ab, Mika hilft Milan beim Einfangen des Pferdes und Milan hilft Mika Dressurreiten zu lernen. Auch Herr Kaan und Fanny helfen Mika. Schließlich können Mika und Milan das Pferd einfangen und Milan möchte es seinem Besitzer, dem Unger, bringen, überlegt es sich aber in letzter Sekunde doch noch anders und flüchtet vor dem Unger. Mika nimmt an den Sasseclassics teil, allerdings auf ihre Art ohne Sattel und Zaumzeug und holt Bestpunktzahlen. Bei einem späteren Trainingsritt zieht sich Mika eine schwere Gehirnerschütterung zu, als sie nicht aufpasst und von einem tiefhängenden Ast vom Pferd gerissen wird. Am nächsten Tag, nimmt sie immer noch benommen, am Geländeritt teil. Schließlich trägt Ostwind Mika ohnmächtig ins Ziel. Durch ihren Gesundheitszustand ist Mika dann gezwungen das Turnier abzubrechen und kann nicht mehr am Springreiten teilnehmen. Milan wird kurzzeitig verhaftet und 33 zum Unger gebracht. Als Milan wieder frei ist, beschließt er mit Mika, Fanny und Sam 33 zu retten. Schließlich befreien die vier nicht nur 33, sondern auch noch zweit Dutzend andere Pferde. Die Polizei verhaftet daraufhin den Unger, wegen unwürdiger Haltung der Tiere und auch Leopold Sasse der dem Unger Pferde verkauft hatte bekommt Ärger. Ein Teil der Pferde wird dann zur Pflege auf Kaltenbach untergebracht und damit ist der Hof vorerst gerettet. 33 bekommt den neuen Namen 34. Außerdem werden Mika und Milan ein Paar, genauso wie Fanny und Sam.

## Entstehung
Der Verlag cbj veröffentlichte am 24. März 2014 den von den Autoren des Originaldrehbuchs, Lea Schmidbauer und Kristina Magdalena Henn, verfassten Roman Ostwind – Rückkehr nach Kaltenbach, nachdem das Buch zum Film Ostwind monatelang in den Bestsellerlisten platziert war. Der Roman stieg noch im Veröffentlichungsmonat auf Platz 2 der Belletristik-Bestsellerliste des Börsenvereins. Die Verfilmung des Romans wurde im Juni 2014 angekündigt. Die Dreharbeiten fanden im Sommer 2014 statt.

## Kritik
Der Filmdienst meinte, die Story gehe „kaum über das Niveau eines Enid Blyton-Romans oder eines ‚Bibi & Tina‘-Hörspiels“ hinaus. Garnier gelinge es jedoch, die „intensive Beziehung zwischen Mensch und Tier“ herauszuarbeiten. TV Spielfilm urteilte, dass der Film „Mädchenträume wahr“ mache. Katja von Garnier sei „eine grandiose Fortsetzung“ gelungen, „eine perfekte Mischung aus dramatischer Spannung, Situationskomik und romantischen Gefühlen“.

## Auszeichnungen
Ostwind 2 gewann bei der achten Verleihung des von Vision Kino und dem KiKA vergebenen Drehbuchpreises Kindertiger am 18. November 2015 den mit 20.000 Euro dotierten ersten Preis.

## Fortsetzung
2016 fanden die Dreharbeiten für die zweite Fortsetzung der Reihe, Ostwind – Aufbruch nach Ora statt. Gedreht wurde unter anderem im November 2016 auf dem Hauptgestüt Altefeld bei Herleshausen in Nordhessen. Regie führte erneut Katja von Garnier, der Kinostart war am 27. Juli 2017.